# Sie Christiernsson
Sofia (Sie) Dorotea Christiernsson född 16 juli 1859 i Björneborg, Finland, död 8 september 1923 i Stockholm, var en finlandssvensk skådespelerska. 

## Biografi
Sie Christiernsson var dotter till tändsticksfabrikören Karl Teodor Valenkamph i Björneborg i Finland. Hon gifte sig 1882 med skådespelaren och regissören Carl Henrik Christiernsson. 
Christiernsson var elev vid Dramatens elevskola 1879-81 och engagerad vid Stora teatern i Göteborg 1881-1882, vid Södra teatern i Stockholm 1889-1896, och i Albert Ranfts ambulerande operettsällskap 1909–1915. 
Sie Christiernsson är främst känd för sitt arbete som  teaterpedagog, en verksamhet hon ägnade sig åt från 1882 och framåt mellan sina engagemang på scenen, och där hon utbildade många senare kända skådespelare.